# Светогорски манастир Успења Мајке Божије
Светогорски манастир Успења Мајке Божије (рус. Святогорский Свято-Успенский монастырь) православни је мушки манастир Руске православне цркве у варошици Пушкинскије Гори на подручју Псковске области Руске Федерације. У манастиру се налази гроб једног од највећих руских песника свих времена Александра Пушкина.
Најважнија манастрска реликвија је икона Одигитрија која је по предању случајно пронађена 1566. године на једном од узвишења тврђаве Воронич.
Манастир је основан као једно од важнијих пограничних утврђења на западу Руског царства 1569. године, а по наредби цара Ивана Грозног. Због свог пограничног положаја манастир је у више наврата био метама напада, а први пут се на удару нашао крајем XVI века када је опустошен од стране пољског краља Стефана Баторија. Паралелно са манастиром развило се и село Тоболенец, насеље које од 1925. носи име Пушкинскије Гори. Манастир губи свој стратешки војни значај током XVIII века.
Манстир је по налогу совјетских револуционарних власти затворен 1924. године, а његова сва имовина је национализована. Значајан део манастирског комплекса је уништен током Другог светског рата, али је значајан део комплекса потпуно реновиран до 1949. године и све до 1992. служио је као административно средиште Михајловског Пушкиновог музеја. Манастир је враћен у посед Руске православне цркве 1992. године, а убрзо је обновљен и монашки живот.
Године 2007. у манастиру је живело 28 монаха и искушеника.